# Cecidomyia obscura
Cecidomyia obscura är en tvåvingeart som först beskrevs av Johann Wilhelm Meigen 1838.  Cecidomyia obscura ingår i släktet Cecidomyia och familjen gallmyggor.
Artens utbredningsområde är Tyskland. Inga underarter finns listade i Catalogue of Life.